# Klotiksamid
Klotiksamid – organiczny związek chemiczny, pochodna tioksantenu, zsyntetyzowana w laboratoriach firmy Pfizer. Potencjalny neuroleptyk, wykazujący umiarkowane działanie przeciwpsychotyczne. Obecnie nie jest stosowany w lecznictwie.